# Museum De Reede
Museum De Reede is een privaat museum aan de Ernest van Dijckkaai in de stad Antwerpen. Het bevindt zich te midden van het zogenoemde Antwerpse museumeiland. De Reede is in 2017 opgezet door de Nederlandse kunstverzamelaar Harry Rutten en omvat een uitgebreide collectie grafische beeldende kunst. Het oogt museaal maar het kleinschalige uitzicht geeft het een karakter van een kunstgalerij.

## Geschiedenis
De collectie is aangelegd door ondernemer Rutten, jarenlang reder en oliehandelaar. Hij kocht naar eigen zeggen wat hij mooi vond of hem boeide. In 2006 toonde de verzamelaar delen van zijn collectie met succes in het Brusselse Charliermuseum, in het Museum voor Hedendaagse Kunst in Seoul en het Haugar Vestfold Kunstmuseum in het Noorse Tønsberg. Deze tentoonstellingen trokken samen ongeveer 100 000 bezoekers. Dit wekte het idee om de collectie permanent te ontsluiten op een vaste locatie. Omdat Rutten slechte ervaringen had met bruiklenen, schenkingen en museumdirecties opende hij een eigen museum. Grafisch werk wordt in musea niet zo dikwijls getoond; meesterwerken van graveerkunst blijven daardoor vaak opgeslagen. Museum De Reede wordt gesteund door een twintigtal sponsoren.

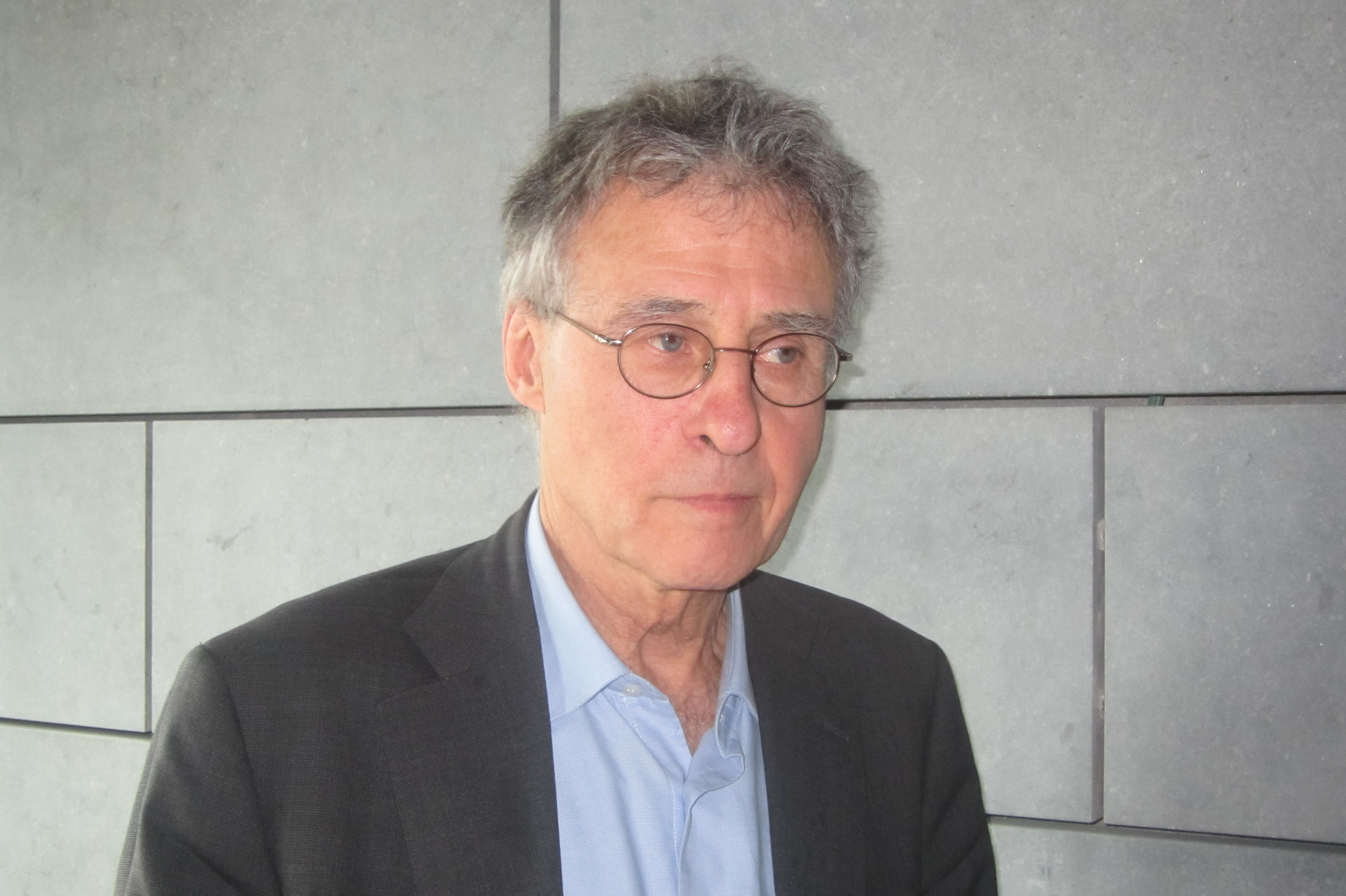
Harry Rutten (2017)

Rutten koos de locatie vanwege de ligging hiervan naast het Eugeen Van Mieghem Museum vlak tegenover Het Steen dat plaats biedt aan een toeristisch onthaalcentrum voor de stad Antwerpen. De nabijheid van het MAS, het Museum Plantin-Moretus en het Zilver- en Diamantmuseum DIVA werd ook als positief beoordeeld. 
Wat verder meespeelde in de keuze voor Antwerpen is dat de stad een eeuwenlange traditie van prentkunst kent. Drukkers Christoffel Plantijn en Jan Moretus getuigen daarvan. Via deze kunstvorm kon een kunstenaar zijn boodschap een kritische ondertoon meegeven. In Antwerpen vond in 1521 ook de historische ontmoeting plaats tussen de topgraveurs Albrecht Dürer en Lucas van Leyden waarbij zij etsplaten uitwisselden.

## Collectie
De verzameling bestaat uit grafische werken van Francisco Goya, Edvard Munch en Félicien Rops, met name litho's, gravures, etsen, houtsneden, tekeningen en aquarellen. De kunstverzameling omvat 32 litho's van Munch. Verder een 37 etsen van Rops. Goya is met 140 etsen het best vertegenwoordigd. Delen van zijn vier bekende series vinden permanent een plaats in het museum met name: Los Caprichos, Los Disparates, Tauromaquia (stierenvechten) en de reeks Los Desastres de la Guerra (de verschrikkingen van de oorlog). Het museumbestand van werk van Rops wordt aangevuld met bruiklenen van particuliere verzamelaars. Vormelijk bestaat de collectie uitsluitend uit werk op papier, inhoudelijk verbindt het menselijk tekort of lot of La condition humaine de gehele collectie. Ook de kritische blik van de drie grote grafici op de samenleving van die tijd, is een verbindingsfactor.

## Tentoonstellingen
Het museumwerking toont een vaste collectie aangevuld met tijdelijke tentoonstellingen. Deze tonen werk op papier dat een dialoog aangaat met het vast bezit.
De eerste tijdelijke tentoonstelling toonde werk van een 25-tal andere grafische kunstenaars van 1700 tot nu. Werk van Fred Bervoets, Emiel Claus, Eugeen Van Mieghem, Kurt Peiser, Rassenfosse, Gustaaf Van de Woestijne, Rik Wouters, Walter Sauer en Georges Lemmen en van de buitenlanders Théophile-Alexandre Steinlen en Käthe Kollwitz. De tweede expositie toont werk van de Zuid-Koreaanse kunstenaar Chun Kwang Young. Zijn werken zijn geconstrueerd uit hanji, een Koreaanse papiersoort gewonnen uit de schors van de moerbeiboom. De volgende expositie in het voorjaar 2018 ging over Kunstenaars rond Franck met name James Ensor, Rik Wouters, Eugeen Van Mieghem, Walter Vaes en Jakob Smits.